# Ciudad Lineal
Ciudad Lineal es uno de los 21 distritos que conforman la ciudad española de Madrid, organizado administrativamente en los barrios de  Ventas (15.1), Pueblo Nuevo 
(15.2), Quintana
(15.3), Concepción
(15.4), San Pascual
(15.5), San Juan Bautista 
(15.6), Colina
(15.7), Atalaya
(15.8) y Costillares
(15.9).
Una de las principales propuestas para la periferia de Madrid fue la del urbanista Arturo Soria, autor del proyecto de la ciudad lineal de 1886 y precursor de las propuestas de Ebenezer Howard sobre la ciudad jardín que aparecerán con el cambio del siglo XIX al XX. Arturo Soria pretendía ruralizar la ciudad y urbanizar el campo, la fórmula se concreta en una ciudad alargada que se expande a través de un eje de comunicación (actualmente formado por las calles Arturo Soria y Hermanos García Noblejas), con tranvía y equipamientos básicos de barrio en sus paradas, y con casas unifamiliares que facilitasen una vida sana y un entorno higiénico. Solo se llegó a construir un segmento de todo el proyecto, que debería rodear Madrid. Hoy la Ciudad Lineal se ha integrado en el complejo urbano.

## Historia

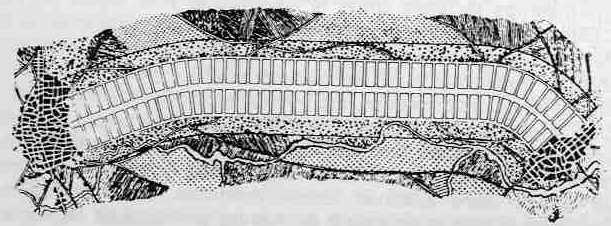
Concepto de la Ciudad Lineal

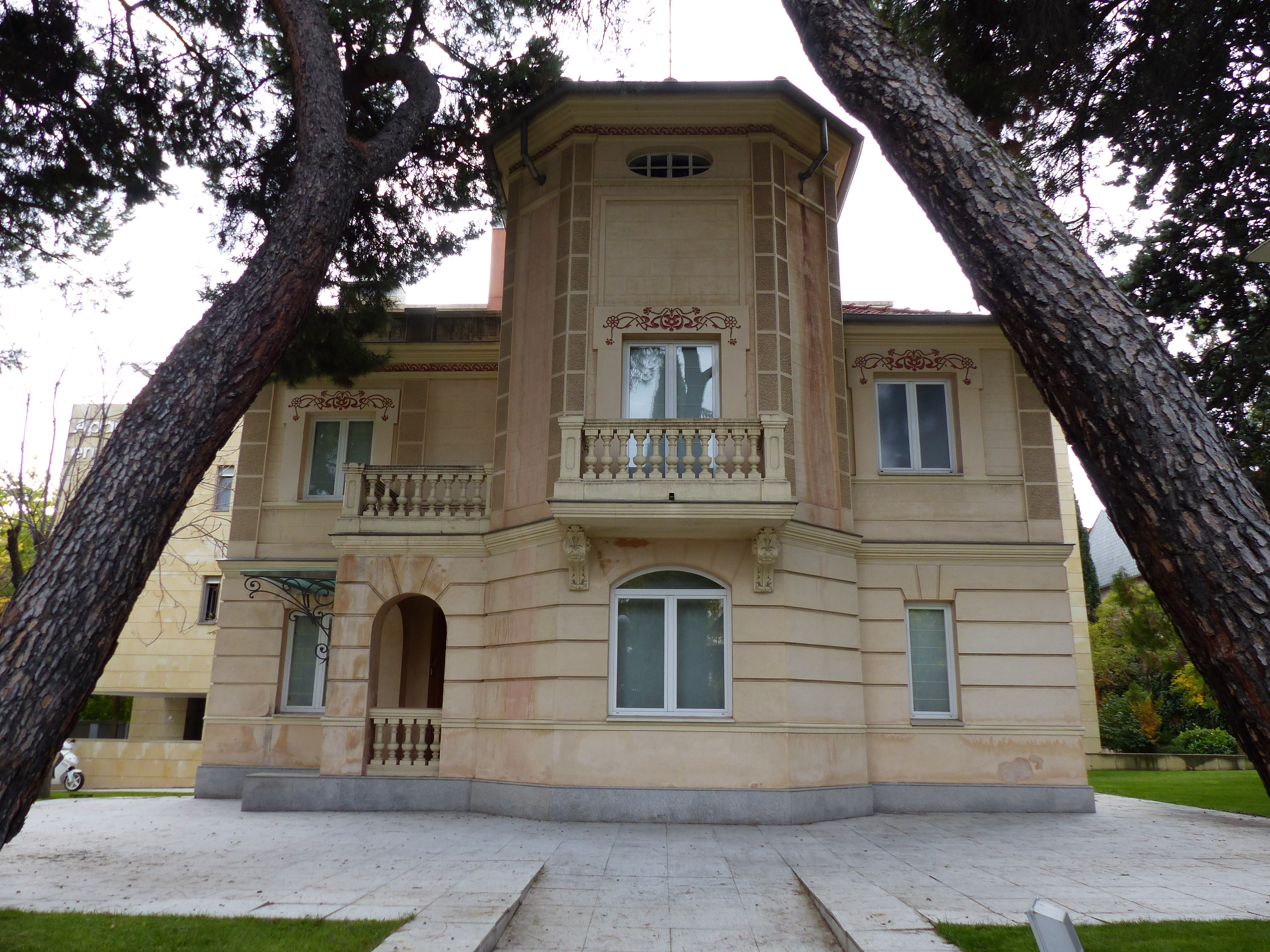
Una de las casas originarias del proyecto de Arturo Soria en Ciudad Lineal que aún permanece en pie

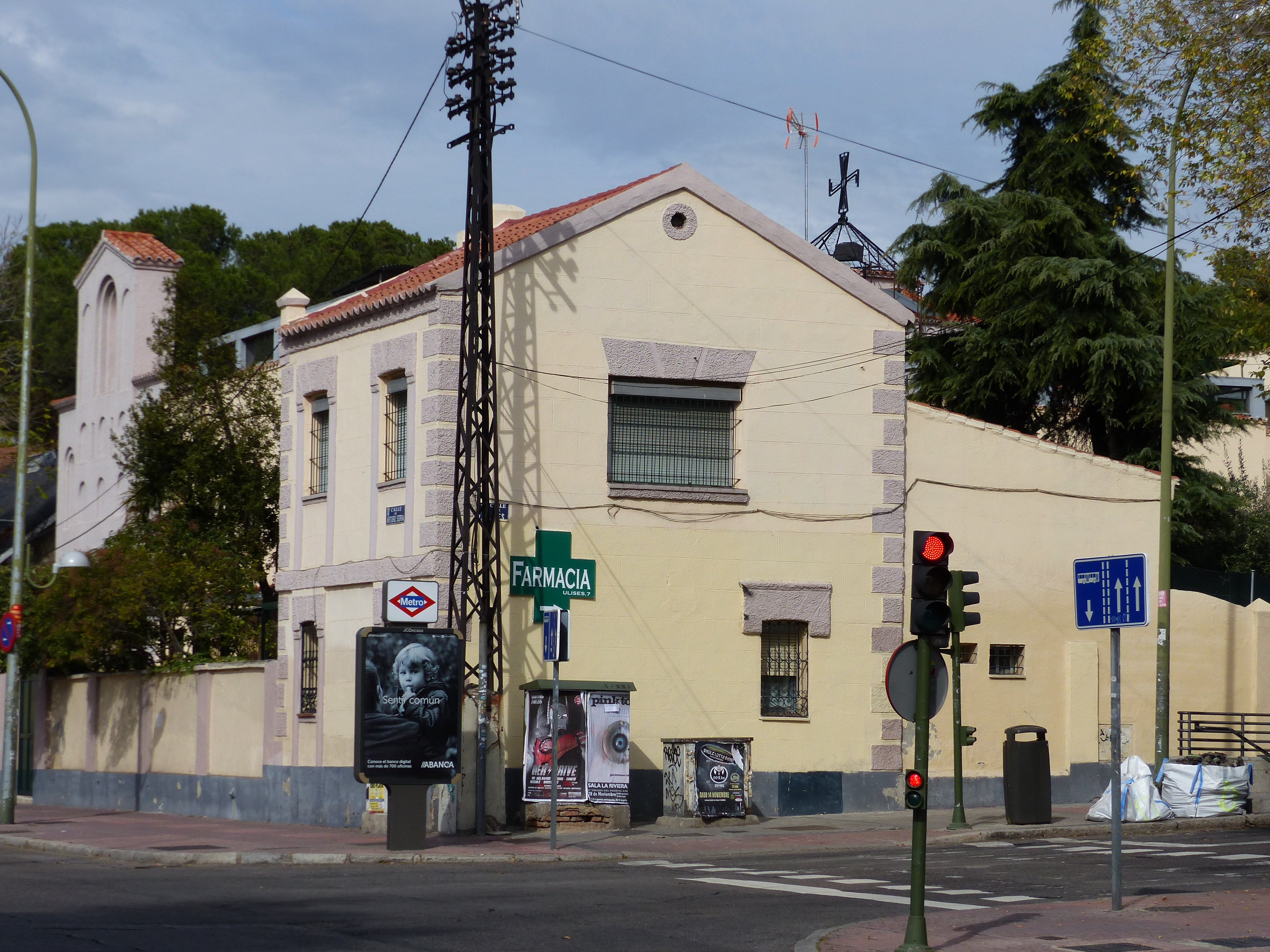
En el proyecto originario también se incluían edificaciones destinadas a comercios y otros usos

El urbanista  Arturo Soria y Mata empezó sus proyectos urbanísticos con las conexiones por raíles en la capital española. Estuvo involucrado en la creación de la primera línea de tranvía de Madrid en 1871 y también lo estuvo en la segunda, que uniría las zonas de Pacífico y Chamberí. El diputado Manuel Reig le escogió para la realización del ferrocarril de circunvalación que uniría varias zonas del este madrileño como Canillas, Hortaleza o Vicálvaro, con zonas del norte de la ciudad, en dirección a Pozuelo de Alarcón. Al mismo tiempo, una línea más pequeña uniría esa ronda de circunvalación con el centro de Madrid. Es esta línea más pequeña la que permitiría conectar a Ciudad Lineal con el centro.
Soria intentó conseguir apoyos extranjeros para financiar el ferrocarril pero, al no conseguirlo, fundó en 1894 la Compañía Madrileña de Urbanización (CMU). Esta compañía tenía como propósito la concesión de la línea ferroviaria, así como la creación y explotación de "ciudades lineales". La conexión ferroviaria se puso en servicio en 1898. Poco después la CMU se hizo con la propiedad del tranvía que unía el barrio de Cuatro Caminos con el barrio de Tetuán y se encargó de ampliarla para conectarla con su Ciudad Lineal. Luego se crearon ramales en el sur de Madrid, uniendo las Ventas con la Concepción. Soria planteó un tren subterráneo que uniera la Puerta del Sol, las Ventas y Ciudad Lineal, aunque el proyecto no se llevó a cabo.
Hasta 1904 los tranvías de Soria eran de tracción animal, luego fueron sustituidos por otros con motores de vapor y, en 1908, por motores eléctricos.
En su proyecto de Ciudad Lineal tomó influencias de socialistas utópicos como Owen o Cabet, o de urbanistas como Olmsted y Herbert Spencer. En la actualidad y a diferencia del proyecto original que se diseñó en mitad del campo, Ciudad Lineal está integrada en Madrid. Aunque el proyecto comenzó en 1892 Soria llevaba trabajando en él más de diez años.
La idea era crear una "ciudad" alargada con un eje central de unos 40 metros de ancho, por donde circulaba el tranvía, y en cuyos lados se levantaban las casas y equipamientos en solares del mismo tamaño. El lema de Soria para crear las viviendas era "para cada familia, una casa; en cada casa, una huerta y un jardín." Se intentaba evitar el hacinamiento, la insalubridad y la miseria.
Soria consideró el ocio y la cultura como parte su proyecto urbanístico. Por ello en el barrio se podían disfrutar de diversos espectáculos, como conciertos de música clásica, competiciones deportivas y fiestas populares. La más famosa de estas fiestas populares era la fiesta del árbol, en la que los vecinos se juntaban para plantar 30 000 árboles con el propósito de acercar la ciudad a la naturaleza. El barrio tenía incluso su propia revista, que hablaba de temas urbanísticos, científicos y culturales.
A pesar de lo agradable del proyecto, Ramón Gómez de la Serna calificó el barrio como "ciudad muerta", por encontrarse muy lejos del núcleo urbano de Madrid, y publicó en 1923 una novela titulada El chalet de las Rosas, protagonizada por un asesino en serie de mujeres que aprovechaba la soledad del barrio para cometer sus crímenes.
Algunos cambios en la política de la CMU y la convalecencia por enfermedad del ya anciano Soria provocaron que el proyecto quedara algo estancado. La crisis que afectó a muchos trabajadores españoles durante la I Guerra Mundial y la muerte de Soria dejaron en suspenso el proyecto, que sería finiquitado por la Guerra Civil. Posteriormente se han realizado modificaciones urbanas en ese espacio y ya solo subsisten unos pocos chalets originales.
Sin embargo, la obra de Soria logró traspasar fronteras e inspiró a otros autores, como el francés Le Corbusier, para el diseño de su Cité Lineaire Industrielle.

## Demografía

Distrito de Ciudad Lineal

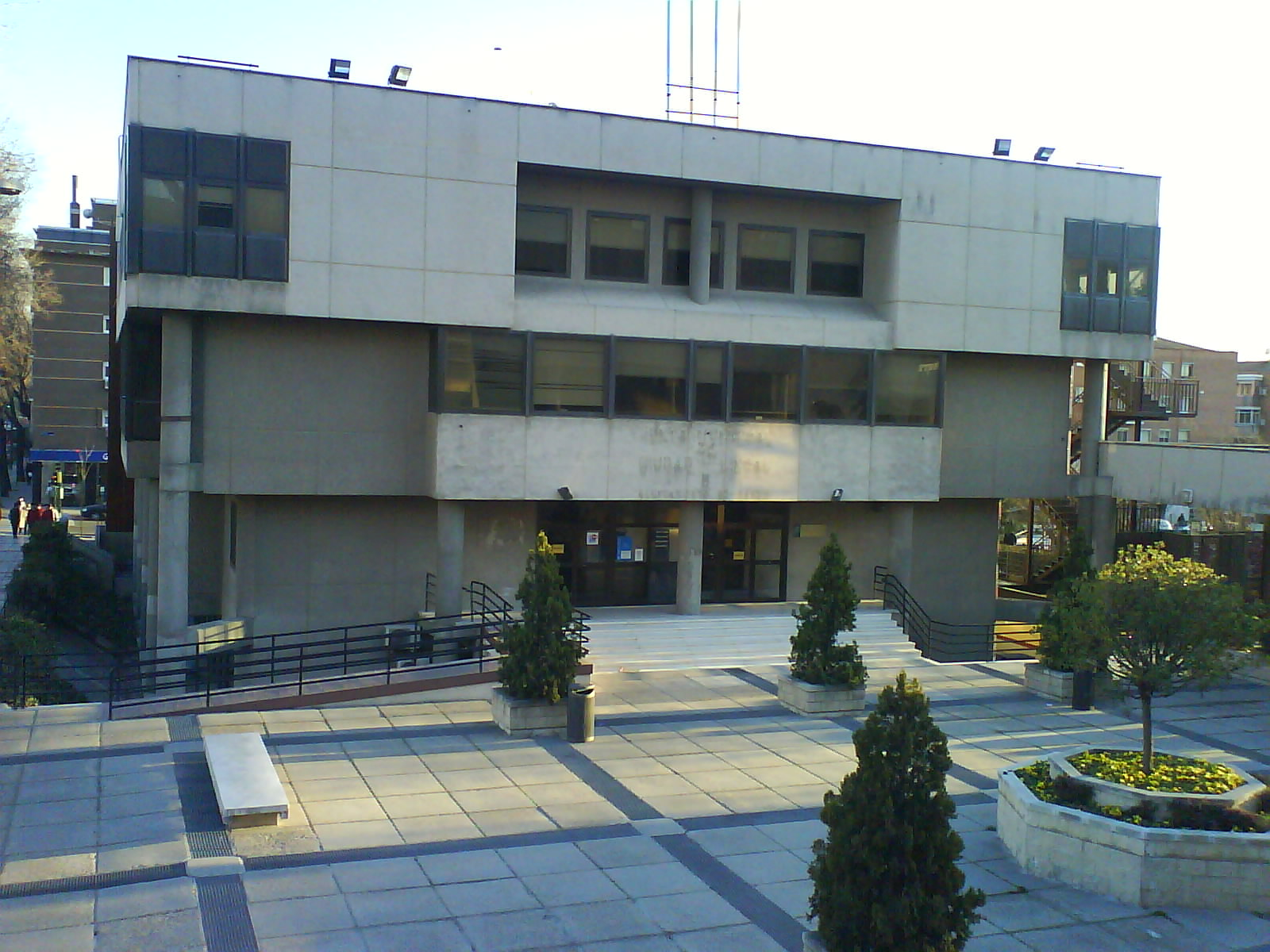
Sede de la Junta Municipal del Distrito de Ciudad Lineal, situada en la Calle de los Hermanos García Noblejas

La superficie total del distrito es de 1136,6 hectáreas. La población en 2005 era de 231 029 habitantes, por lo que la densidad era de 205 habitantes por hectárea, una de las mayores de Madrid. La población del distrito cambió en el periodo de 2001 a 2005 en casi 8000 residentes.
El barrio más poblado es el de Pueblo Nuevo, con una población de 65 000 habitantes. Le siguen Ventas con 53 177, Quintana con 26 176, y por último está Atalaya con sólo 1711 habitantes.
|                   | 2001      | 2002      | 2003      | 2004      | 2005      | 2008    |
| Ciudad Lineal     | 223 745   | 227 799   | 232 846   | 233 730   | 231 029   | 228 171 |
| ----------------- | --------- | --------- | --------- | --------- | --------- | ------- |
| Ventas            | 51 868    | 52 549    | 53 578    | 53 877    | 53 177    | 52 003  |
| Pueblo Nuevo      | 62 742    | 64 311    | 65 480    | 65 815    | 65 000    | 65 172  |
| Quintana          | 25 232    | 25 722    | 26 153    | 26 360    | 26 176    | 25 946  |
| Concepción        | 21 570    | 21 992    | 22 203    | 22 385    | 22 093    | 21 952  |
| San Pascual       | 19 969    | 20 180    | 20 635    | 20 603    | 20 412    | 19 682  |
| San Juan Bautista | 12 433    | 12 639    | 13 083    | 13 033    | 12 823    | 12 739  |
| Colina            | 6 006     | 6 013     | 6 254     | 6 356     | 6 277     | 6 224   |
| Atalaya           | 1676      | 1668      | 1692      | 1696      | 1711      | 1651    |
| Costillares       | 22 249    | 22 725    | 23 768    | 23 605    | 23 360    | 22 802  |
| Ciudad de Madrid  | 2 982 926 | 3 043 535 | 3 124 892 | 3 162 304 | 3 167 424 |         |

| Gráfica de evolución demográfica de Ciudad Lineal entre 1986 y 2016 |
|                                                                     |
| Fuente Ayuntamiento de Madrid/ - Elaboración gráfica por Wikipedia  |

### Inmigración
En 2005 el 15,2% de la población del distrito era de origen extranjero, por lo que el restante 84,8% de la población es de origen español. La comunidad extranjera más importante es la ecuatoriana, con 13 550 ecuatorianos habitando en el distrito. Le seguían la comunidad colombiana con 3601 vecinos, la comunidad peruana con 2696 vecinos y la rumana con 1814 vecinos. Además había un total de 117 ciudadanos apátridas en el distrito.
La proporción de inmigración era del 15,16 %, mientras que la media de la ciudad de Madrid era de 14,30 %. Los barrios con mayores tasas de inmigración son los de Pueblo Nuevo (18,94 %), Ventas (18,17 %) y Quintana (18,15 %). Por el contrario, los barrios con menores índices de inmigración son Costillares con un 6,07 % y San Pascual con un 7,99 %.
| 2005              | Proporción de extranjería | Proporción de inmigración total | Proporción de inmigración de extranjeros |
| Ciudad Lineal     | 15,16                     | 49,98                           | 13,80                                    |
| ----------------- | ------------------------- | ------------------------------- | ---------------------------------------- |
| Ventas            | 18,17                     | 53,15                           | 17,20                                    |
| Pueblo Nuevo      | 18,94                     | 53,17                           | 18,19                                    |
| Quintana          | 18,15                     | 53,05                           | 16,94                                    |
| Concepción        | 15,17                     | 51,36                           | 13,53                                    |
| San Pascual       | 7,99                      | 43,46                           | 6,70                                     |
| San Juan Bautista | 8,39                      | 41,90                           | 5,22                                     |
| Colina            | 9,85                      | 45,67                           | 6,04                                     |
| Atalaya           | 12,51                     | 45,59                           | 7,42                                     |
| Costillares       | 6,07                      | 40,75                           | 4,01                                     |
| Ciudad de Madrid  | 14,30                     | 47,30                           | 12,70                                    |

En cuanto a la distribución de la población según el sexo, ésta es muy desigual. Mientras que en el municipio de Madrid las mujeres representan el 53% de la población, en el distrito de Ciudad Lineal representan el 53,6 %. El número de mujeres era de 123 893, mientras que el de hombres era de 107 136.
| 2005              | Total     | Hombres   | Mujeres   |
| Ciudad Lineal     | 231 029   | 107 136   | 123 893   |
| ----------------- | --------- | --------- | --------- |
| Ventas            | 53 177    | 24 458    | 28 719    |
| Pueblo Nuevo      | 65 000    | 30 776    | 34 224    |
| Quintana          | 26 176    | 11 775    | 14 401    |
| Concepción        | 22 093    | 9 911     | 12 182    |
| San Pascual       | 20 412    | 9 348     | 11 064    |
| San Juan Bautista | 12 823    | 6095      | 6728      |
| Colina            | 6277      | 2868      | 3409      |
| Atalaya           | 1711      | 758       | 953       |
| Costillares       | 23 360    | 11 147    | 12 213    |
| Ciudad de Madrid  | 3 167 424 | 1 488 791 | 1 678 633 |

## Servicios

### Educación
En el distrito de Ciudad Lineal, hay 31 guarderías (3 públicas y 28 privadas), 12 colegios públicos de educación infantil y primaria, 5 institutos de educación secundaria, 31 colegios privados (con y sin concierto) y 1 centro extranjero.

### Transporte
Debido a la forma alargada del distrito, es lugar de paso para gran parte de las comunicaciones de transporte público de Madrid.

#### Cercanías
El distrito no posee estación de cercanías

#### Metro y Metro Ligero
El distrito es atravesado por gran cantidad de líneas, aunque con pocas estaciones en él y sin conexión directa entre ellas. Las líneas son:
- Línea 1: Da servicio al extremo norte del distrito con la estación de Pinar de Chamartín
- Línea 2: Recorre la parte sur del distrito bajo las avenidas de Daroca y Nicolás Salmerón. Da servicio al distrito con las estaciones de La Elipa, La Almudena y Alsacia.
- Línea 4: Esta línea interseca con el distrito dos veces. Primero en su recorrido bajo la calle José Silva (con las estaciones de Avenida de la Paz y Arturo Soria) y luego en la terminal de Pinar de Chamartín.
- Línea 5: La línea recorre la calle Alcalá con cuatro estaciones en el distrito: El Carmen, Quintana, Pueblo Nuevo y Ciudad Lineal.
- Línea 7: Esta línea da servicio a la zona central del distrito con las estaciones Barrio de la Concepción, Pueblo Nuevo, Ascao y García Noblejas.
- Línea ML1: Esta línea da servicio al extremo norte del distrito con la estación de Pinar de Chamartín.

Asimismo, la línea 8 circula bajo el distrito sin efectuar parada.

#### Autobuses

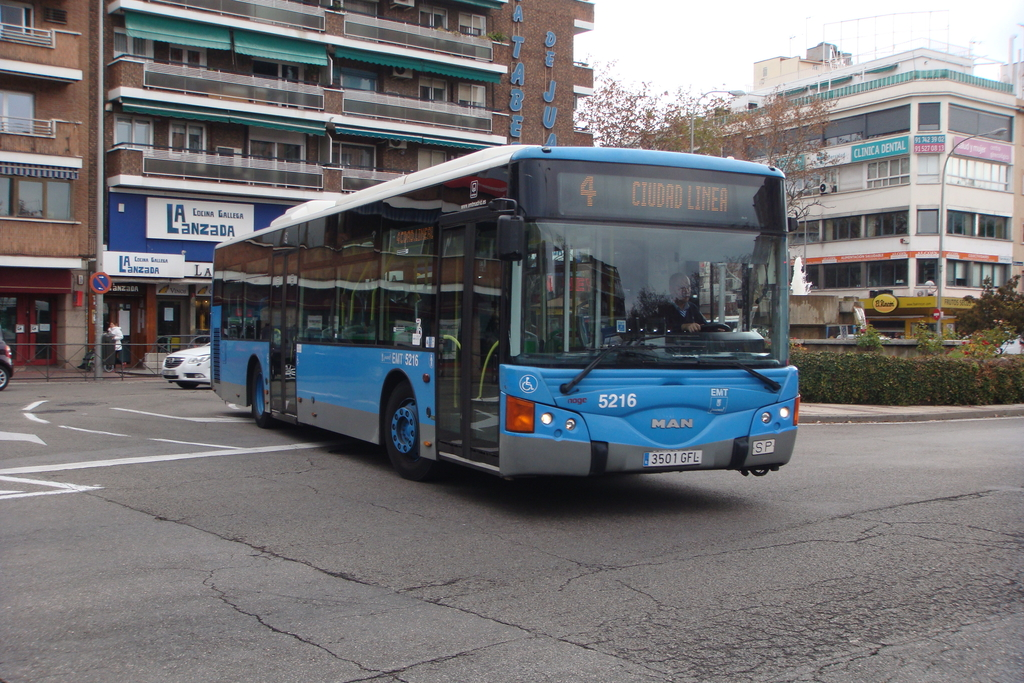
Un autobús de la línea 4 llegando a su terminal en Ciudad Lineal

Al igual que pasa con el metro, el distrito es recorrido por un gran número de líneas de la EMT. La más importante es la 70 ya que es la línea que conecta la mayor parte del distrito (que carece de conexiones internas en Metro).
Los autobuses de la EMT que discurren por el distrito son los siguientes:
| Línea | Terminales                                 |
| ----- | ------------------------------------------ |
| 4     | Ciudad Lineal – Puerta de Arganda          |
| 7     | Alonso Martínez – Manoteras                |
| 9     | Sevilla – Hortaleza                        |
| 11    | Marqués de Viana – Barrio Blanco           |
| 15    | Sol-Sevilla – La Elipa                     |
| 21    | Pº Pintor Rosales – Bº El Salvador         |
| 28    | Puerta de Alcalá – Bº Canillejas           |
| 29    | Felipe II – Manoteras                      |
| 38    | Manuel Becerra – Las Rosas                 |
| 48    | Manuel Becerra – Bº Canillejas             |
| 53    | Sol-Sevilla – Arturo Soria                 |
| 70    | Plaza de Castilla – Alsacia                |
| 71    | Manuel Becerra – Puerta de Arganda         |
| 72    | Diego de León – Hortaleza                  |
| 73    | Diego de León – Feria de Madrid            |
| 77    | Ciudad Lineal – Colonia Fin de Semana      |
| 87    | República Dominicana – Las Cárcavas        |
| 104   | Ciudad Lineal – Mar de Cristal             |
| 105   | Ciudad Lineal – Barajas                    |
| 106   | Manuel Becerra – Vicálvaro                 |
| 107   | Plaza de Castilla – Hortaleza              |
| 109   | Ciudad Lineal – Castillo de Uclés          |
| 110   | Manuel Becerra – Cementerio de la Almudena |
| 113   | Méndez Álvaro – Ciudad Lineal              |
| 114   | Avenida de América – Barrio del Aeropuerto |
| 115   | Avenida de América – Barajas               |
| 120   | Plaza de Lima – Hortaleza                  |
| 122   | Avenida de América – Feria de Madrid       |
| 125   | Mar de Cristal – Hospital Ramón y Cajal    |
| 129   | Plaza de Castilla – Manoteras              |
| 140   | Pavones – Canillejas                       |
| 146   | Callao – Los Molinos                       |
| 150   | Sol-Sevilla – Virgen del Cortijo           |
| 167   | Alsacia – Fin de Semana                    |
| 200   | Avenida de América – Aeropuerto            |
| 210   | Diego de León – La Elipa                   |
| N1    | Cibeles – Sanchinarro                      |
| N2    | Cibeles – Valdebebas                       |
| N3    | Cibeles – Feria de Madrid                  |
| N4    | Cibeles – Barajas                          |
| N5    | Cibeles – Colonia Fin de Semana            |
| N6    | Cibeles – El Cañaveral                     |
| N7    | Cibeles – Valderrivas                      |
| E2    | Felipe II – Las Rosas                      |

## Administración y política
Desde junio de 2007 hasta mayo de 2011 el concejal-presidente del distrito de Ciudad Lineal fue Don Manuel Troitiño Pelaz. Durante su mandato el número de plazas de educación infantil sostenidas con fondos públicos se incrementaron gracias a la apertura de tres nuevas escuelas infantiles en el distrito (E.I. Rocío Jurado, E.I. Las Azaleas y E.I. San Juan Bautista).
Asimismo durante este periodo se ha llevado a cabo la instalación de hierba artificial en cuatro campos de fútbol de tierra (Almudena, Cocheras, Arroyo de la Media Legua y San Pascual) para la práctica del deporte de base.
Por otra parte se construyeron carriles-bici en algunas de las principales arterias que atraviesan el distrito (Calle Marqués de Corbera, Calle de los Hermanos García Noblejas, Avenida Donostiarra y Calle José del Hierro). Aunque las asociaciones de ciclistas demandaban la construcción de un carril bici en la calle Arturo Soria y algunos sectores eran críticos con los proyectos ejecutados.
Desde mayo de 2011 y hasta mayo de 2015 la concejal-presidente del distrito fue Doña María Elena Sánchez Gallar. Tras las elecciones municipales de 2015, el PP abandona el Ayuntamiento tras más de 20 años,  la candidatura de unidad popular Ahora Madrid llega al poder y su concejala Yolanda Rodríguez se convierte en la nueva Concejal-Presidente de Ciudad Lineal.
Desde junio de 2023, Nadia Álvarez asume el cargo de concejal-presidente.
| Partidos               | Votos  | Porcentaje |
| ---------------------- | ------ | ---------- |
| PP                     | 34 745 | 29.8 %     |
| PSOE                   | 30 655 | 26.3 %     |
| Vox                    | 18 158 | 15.58 %    |
| Unidas Podemos         | 13 464 | 11.55 %    |
| CS                     | 10 606 | 9.1 %      |
| Más País               | 6535   | 5.61 %     |
| PACMA                  | 985    | 0.84 %     |
| Por Un Mundo Más Justo | 155    | 0.13 %     |
| Recortes Cero          | 153    | 0.13 %     |

## Cultura
En el año 2008 se puso en marcha de un proyecto cultural de denominado «Ciudad Lineal: Línea Artes» que se desarrollaba en los centros culturales municipales Elipa, San Juan Bautista, Príncipe de Asturias y los auditorios municipales Carmen Laforet y El Calero. Línea Artes perseguía el aumento de consumos culturales entre la población residente del distrito. Desde el mes de octubre de 2008 se realizaron una media de 100 actividades culturales cada trimestre, clasificadas por líneas de programación: línea teatro, línea música, línea danza, línea cine, y primera línea (actividades infantiles). Asimismo se llevó a cabo una programación de muestras de arte contemporáneo en las salas de exposiciones de los centros culturales. Se presentó una muestra colectiva con obras de Picasso, Pablo Serrano, Óscar Domínguez y Juan Barjola y una sobre Arturo Soria que mostró, por vez primera, los planos originales de la Ciudad Lineal.
En el año 2010 se celebró el «XIV Festival de Cine de Verano de Ciudad Lineal» en el auditorio El Calero situado en el céntrico parque del mismo nombre del distrito.
Otras citas culturales relevantes en la agenda de la ciudad son las fiestas de San Juan, las fiestas de la Elipa o el «Festival de Jazz CIUDADLINEALJAZZ».